# Duca di Cleveland

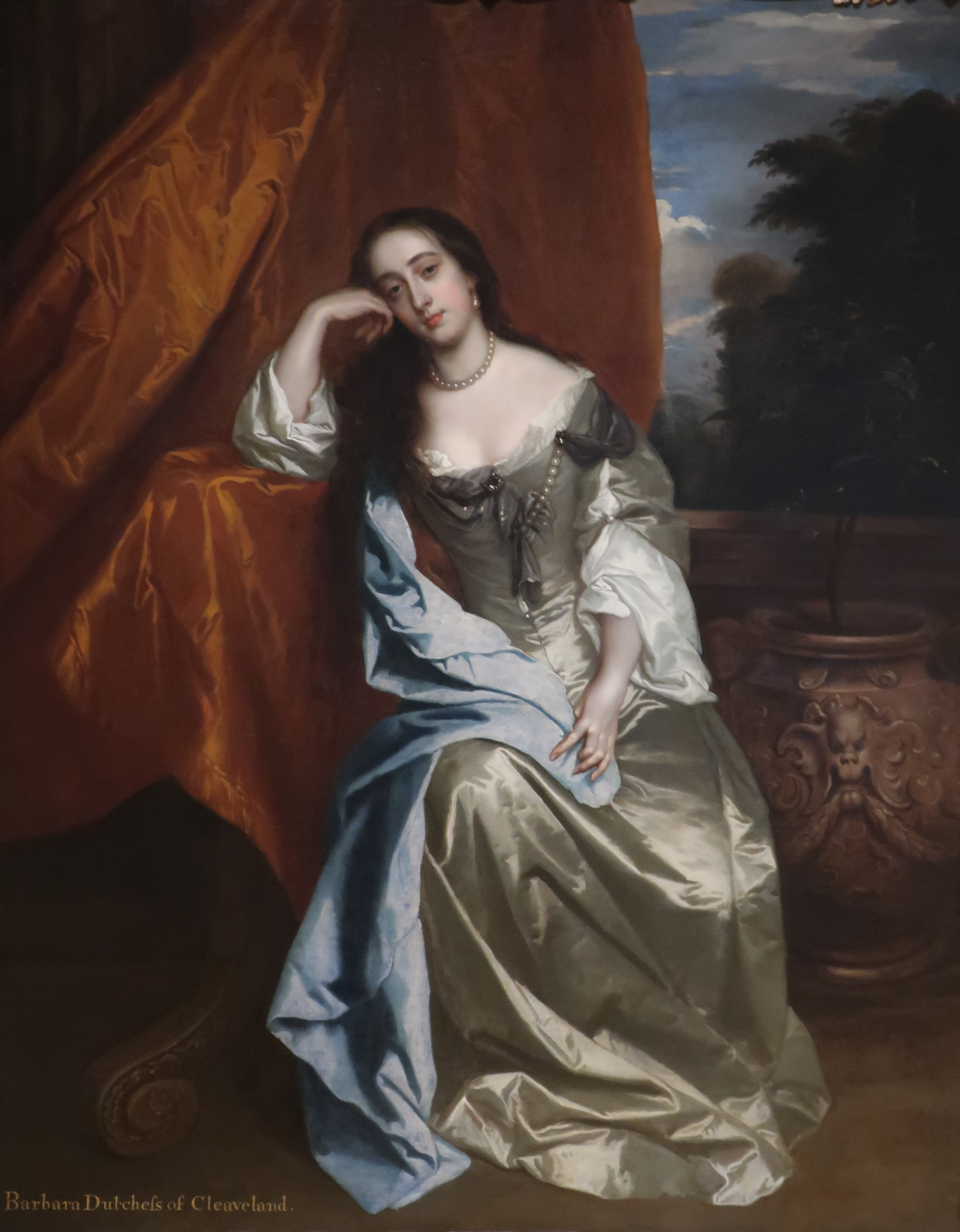
Barbara Palmer,
I Duchessa di Cleveland

Duca di Cleveland è un titolo che è stato creato due volte, una volta fra i Pari d'Inghilterra ed una volta fra i Paria del Regno Unito. Il ducato prende il nome da Cleveland nel nord dell'Inghilterra.
La prima creazione nel 1670 (insieme alla baronia di Nonsuch e la contea di Southampton) fu per Barbara Palmer, un'amante di Re Carlo II. Il ducato fu creato con un residuo speciale per consentire di essere ereditato da Charles FitzRoy, il figlio illegittimo avuto da Carlo II. Essendo illegittimo, egli normalmente non avrebbe ereditato il titolo nobiliare. Egli fu fatto Duca di Southampton, Conte di Chichester e Barone Newbury nel 1675 ed ereditò il ducato di Cleveland nel 1709.
Suo figlio William ereditò entrambi i ducati, ma non ebbe figli, e poiché i suoi zii (Henry FitzRoy, I duca di Grafton (morto nel 1690) e George FitzRoy, I duca di Northumberland (morto nel 1716)) non erano stati resi idonei ad ereditare il titolo, questo non poté passare a nessuno dei loro discendenti e quindi si estinse alla sua morte.
Il ducato di Cleveland fu creato nuovamente nel 1833 per William Vane, III conte di Darlington, insieme con il titolo di Barone Raby. Questi era un bisnipote di Charles FitzRoy, il secondo Duca della prima creazione, e che era già stato creato Marchese di Cleveland nel 1827. Per ulteriori informazioni su questa creazione, che si estinse nel 1891, e la famiglia Vane, vedere Barone Barnard.

## Duchi di Cleveland, prima Creazione (1670)
Altri titoli (tutti): Contessa di Southampton e Baronessa Nonsuch, nella Contea del Surrey (1670)
- Barbara Palmer, I duchessa di Cleveland (1641–1709), un'amante di Carlo II

Altri titoli (2nd onwards): Duca di Southampton, Conte di Chichester e Barone di Newbury, nella Contea di Berkshire (1675)
- Charles FitzRoy, II duca di Cleveland, I Duca di Southampton (1662–1730), figlio maggiore (illegittimo) della I Duchessa di Cleveland e Carlo II
- William FitzRoy, III duca di Cleveland, II Duca di Southampton (1698–1774), figlio maggiore del II Duca di Cleveland. Morì senza figli, ed i suoi titoli si estinsero.

## Duchi di Cleveland, seconda Creazione (1833)
Altri titoli: Marchese di Cleveland (1827), Conte di Darlington, nella Contea di Durham e Visconte Barnard, di Barnard's Castle nella contea di Durham (1754), Barone Barnard, di Barnard's Castle nel vescovado di Durham (1698), Barone Raby, di Raby Castle nella Contea di Durham (1833)
- William Vane, I duca di Cleveland (1766–1842), bisnipote del summenzionato II Duca
- Henry Vane, II duca di Cleveland (1788–1864), figlio maggiore del I Duca
- William Vane, III duca di Cleveland (1792–1864), secondo figlio maschio del I Duca
- Harry Powlett, IV duca di Cleveland (1803–1891), figlio minore del I Duca. Tutti i suoi titoli ad eccezione di Barone Barnard si estinsero alla sua morte senza figli.